# Karl Arvid Haldin
Karl Arvid  Haldin, född 31 mars 1900 i Korsholm, död 30 mars 1989 i Jakobstad, var en finländsk företagsledare, känd som medgrundare av trafikföretaget Ab Haldin & Rose. 
Haldin startade i början av 1920-talet trafik med egen lastbil mellan Jakobstad och Vasa. År 1926 började han samarbeta med August Rose och 1928 bildades Ab Haldin & Rose med säte i Jakobstad. Haldin var ledare för detta företag fram till 1966, vilket förutom busstrafik även bedrev lastbilstrafik, bilskol- och resebyråverksamhet samt bilförsäljning. Haldin var varmt troende och var 1948–1963 medlem av Jakobstads kyrkofullmäktige.